# Proletkult
Proletkult  (russisch Пролеткульт) ist ein Kurzwort aus пролетарская культура (proletarskaja kultura – proletarische Kultur). Es bezeichnet eine kulturrevolutionäre Bewegung der russischen Oktoberrevolution. Vom damaligen Petrograd ausgehend versuchte sie zwischen 1917 und 1925 eine Kultur der neuen herrschenden proletarischen Klasse ohne jeden bourgeoisen Einfluss zu erschaffen. Hierbei nahm sie erkenntnistheoretisch eine radikale Standpunkt-Theorie ein. Der Haupttheoretiker war Alexander Bogdanow, andere wichtige Vertreter waren Anatoli W. Lunatscharski, Alexei Gastew, Fjodor Kalinin und Michail Gerassimow. Im Bereich der bildenden Künste war anfänglich der Konstruktivismus, in Musik und Literatur der Futurismus bestimmend.

## Proletarische Universitäten
Voraussetzung der Proletarischen Kultur sollten die Proletarischen Universitäten sein. Bogdanow thematisierte in Die Wissenschaft und die Arbeiterklasse ebendieses Verhältnis zueinander. In Capri versuchten er und Maxim Gorki, in einer Schule russische Fabrikarbeiter demgemäß zu unterrichten. Die erste Allrussische Konferenz der Proletkult-Organisation zum Thema „Wissenschaft und Arbeiterklasse“ brachte am 17. Dezember 1918 folgende Resolution heraus:

„Die erste Allrussische Konferenz der proletarischen Kultur und Aufklärungsorganisationen, die die Wissenschaft als Werkzeug der Organisation der gesellschaftlichen Arbeit betrachtet, welches in den Händen der herrschenden Klasse bis zu diesem Zeitpunkt ebenso als Werkzeug der Herrschenden diente, aber in den Händen der Arbeiterklasse als Werkzeug ihres sozialen Kampfes, Sieges und Aufbaues dienen soll, erkennt als Grundaufgabe im wissenschaftlichen Bereich die Sozialisierung der Wissenschaft an, d. h.:
1. systematische Überprüfung des wissenschaftlichen Materials vom kollektiven Arbeitsstandpunkt aus;
2. dessen systematische Wiedergabe in bezug auf die Bedingungen und die Bedürfnisse der proletarischen Arbeit, sowohl der alltäglichen als auch der revolutionären;
3. die massenhafte Verbreitung wissenschaftlicher Kenntnisse in dieser umgebildeten Form.

Die Konferenz glaubt, dass die fundamentalen Organisationsmittel für eine solche Sozialisierung der Wissenschaft sein müssen:
1. die Schaffung einer Arbeiteruniversität in Form eines ganzen Systems kultureller Aufklärungsinstitutionen, welches auf der kameradschaftlichen Zusammenarbeit der Lehrenden und Lernenden begründet ist und folglich das Proletariat zur vollständigen Inbesitznahme der wissenschaftlichen Methoden und der höchsten Errungenschaften der Wissenschaften führt;
2. auf der Basis der Tätigkeit der Arbeiteruniversität die Ausarbeitung einer Arbeiterenzyklopädie, einer harmonischen, zu größter Einfachheit und Klarheit gebrachten Darlegung der Methoden und Errungenschaften der Wissenschaft vom proletarischen Standpunkt aus.“

## Auseinandersetzungen mit dem Proletkult

### Sowjetunion
Bogdanow hatte vor der Oktoberrevolution eine wichtige Rolle in der Sozialdemokratischen Arbeiterpartei Russlands gespielt und mit einer „Allgemeinen Organisationswissenschaft“ (Tektologie) einen alternativen erkenntnistheoretischen Entwurf zum Dialektischen Materialismus veröffentlicht. Die Konzeption des Proletkult von Bogdanow, der während der ersten Phasen des Proletkultes der wichtigste Theoretiker war, führte zu einem gespannten Verhältnis des Proletkults zur Partei.
Bogdanows wissenschaftliche Weltanschauung und sein Rationalismus wurde von Lenin u. a. in seiner Schrift Materialismus und Empiriokritizismus. Kritische Bemerkungen über eine reaktionäre Philosophie (1908) als empiriokritizistisch angeklagt und verurteilt. 1920 wandte er sich mit einem eigenen Resolutionsentwurf gegen die Autonomie der Proletkult-Organisationen, da der Marxismus "die wertvollsten Errungenschaften des bürgerlichen Zeitalters keineswegs ablehnte". In Lenins Entwurf heißt es weiter: Der „Kongreß des Proletkult“ „macht es im Gegenteil allen Organisationen des Proletkult zur unbedingten Pflicht, sich als Hilfsorgane der Institutionen des Volkskommisariats für Bildungswesen zu betrachten […]“
Leo Trotzki und A. K. Woronski bekämpften die Proletkult-Bewegung. Sie argumentierten, dass das Proletariat die höchsten technischen, künstlerischen und wissenschaftlichen Errungenschaften der Bourgeoisie übernehmen müsste, da diese universal für die gesamte Menschheit seien. Außerdem argumentierte Trotzki, dass es für das Proletariat unmöglich sei, eigene künstlerische Formen zu entwickeln, bis das Proletariat seinen historischen Auftrag erledigt habe, die internationale Bourgeoisie zu überflügeln.
Die futuristischen Schriftsteller Sergej Tretjakow und Wladimir Majakowski arbeiteten in den frühen 1920er Jahren im Umfeld von Wsewolod Meyerholds „Erstem Arbeitertheater des Proletkults“. Wenige Jahre später kritisierten sie jedoch an Vertretern des Proletkults die Tendenz, eine von der Partei unabhängige proletarische Kunst schaffen zu wollen. Sie forderten zwar ihrerseits – in Abgrenzung gegenüber dem späteren sozialistischen Realismus Stalin’scher Prägung – eine „Revolution in der Kunst und eine Kunst in der Revolution“, aber dem späten russischen Proletkult warfen sie „kosmischen Mystizismus“ vor. Auch Emma Goldman, die während ihrer Zeit in der Sowjetunion mit dem Proletkult in Kontakt gekommen war, äußerte sich kritisch über die von ihr untersuchten Werke. Es fehle „ihnen an Ideen und Visionen und sie zeigten keine Spur des inneren Verlangens, der kreative Künste antreibt. Sie waren hoffnungslos banal.“

### Italien
Die unter anderem von Antonio Gramsci 1921 mitbegründete Turiner Sektion des russischen Proletkult entstand während der Turiner Rätebewegung. Sie versuchte in den Futuristen Bündnispartner zu finden und lud auch den sich zeitweilig mit den Faschisten im Konflikt befindlichen Futuristen Filippo Tommaso Marinetti ein.

### Deutschland
In Deutschland wurde die Auseinandersetzung mit dem Proletkult vor allem von der Zeitschrift Die Aktion geführt, die sich nach der Novemberrevolution sehr schnell den syndikalistischen Strömungen öffnete. Ein Einfluss des Proletkultes findet sich weniger in deutschen Proletkultorganisationen, die sich auf Anregung des 2. Kongresses der Kommunistischen Internationale 1920 international bilden sollten, als vielmehr in der linken bürgerlichen Intelligenz und im politischen Theater der Weimarer Republik (zum Beispiel Erwin Piscators „Proletarisches Theater“ 1920/21), das sich der Agitation zuwendet.